# 보조 인물
보조 인물(Minor character)은 책, 영화 또는 텔레비전 시리즈에 등장하는 가상의 인물로, 자주 등장하지 않거나 그다지 중요하지 않다. 이야기는 단역 없이도 계속될 수 있다.